# Palácio da Cultura Energetik

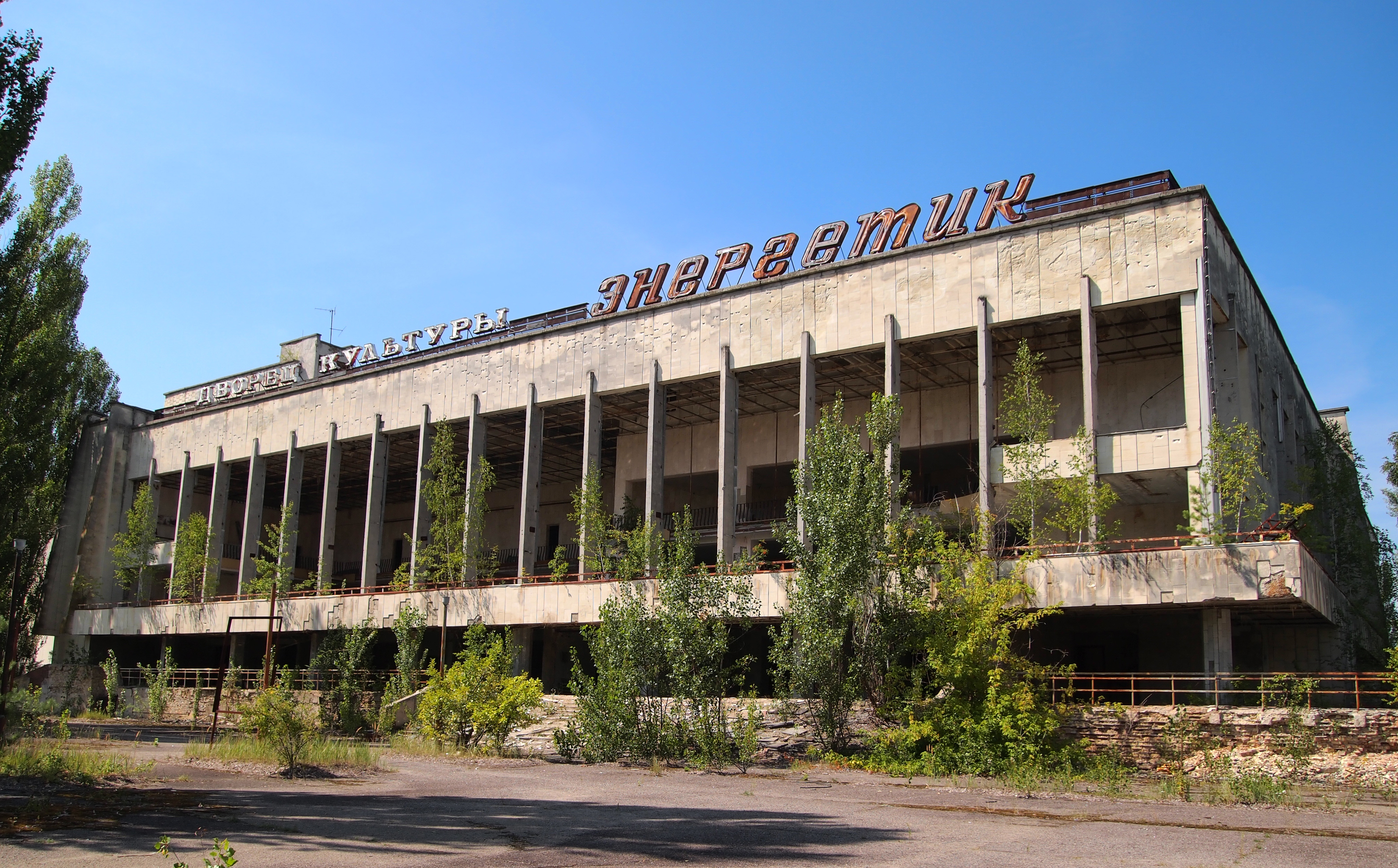
O Palácio da Cultura de Pripyat.

O Palácio da Cultura Energetik é um edifício abandonado presente na cidade fantasma de Pripyat, localizada na Zona de exclusão de Chernobil da Ucrânia. Tendo sido construído na década de 1970, o palácio da cultura possuía destaque por suas festividades e eventos, estando localizado no centro da cidade, na praça Lenin Square. Após o desastre nuclear de Chernobil ocorrido em 1986, a maioria dos habitantes de Pripyat foram evacuados e os edifícios abandonados, situação em que se encontra o palácio até os dias atuais.

## Galeria

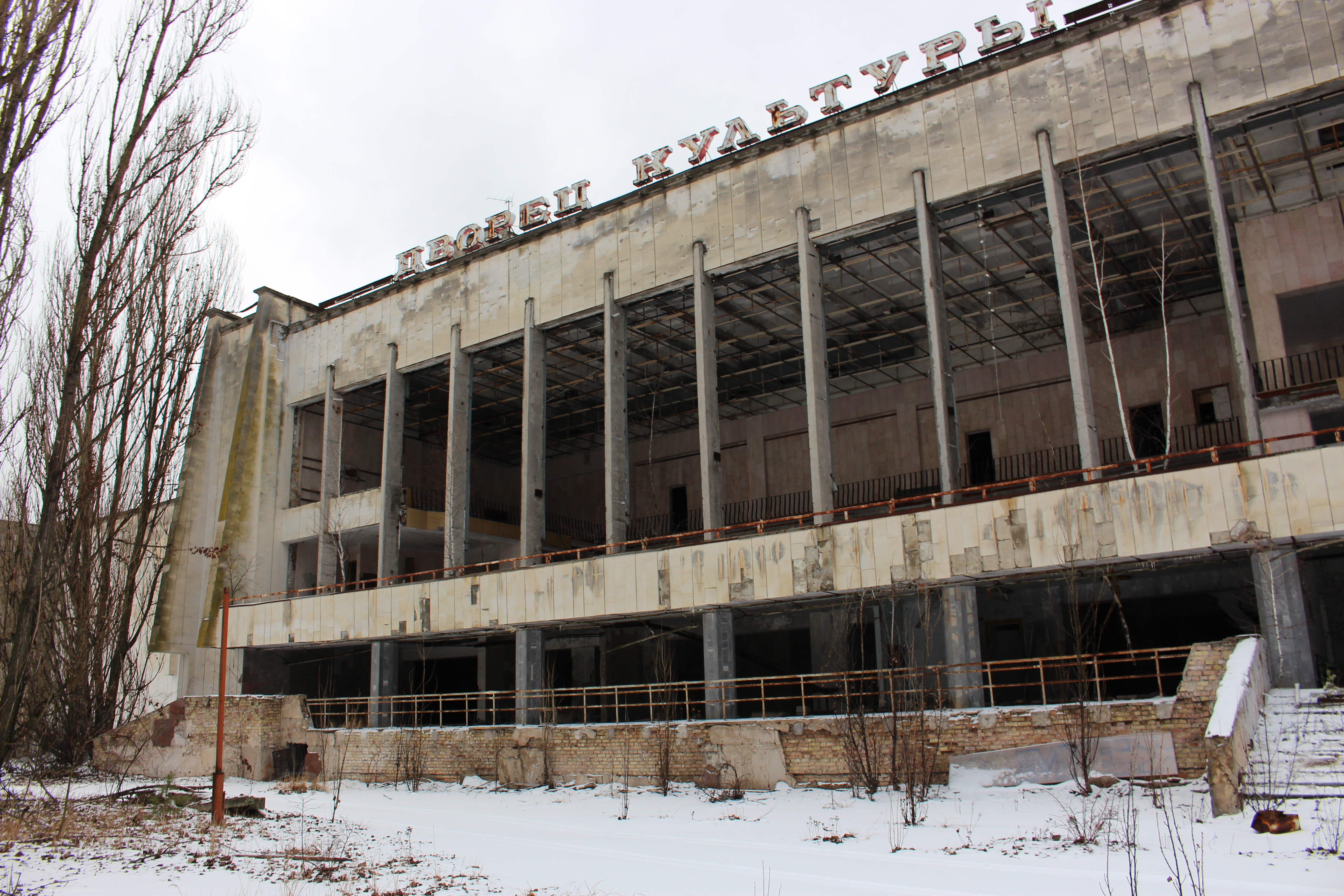
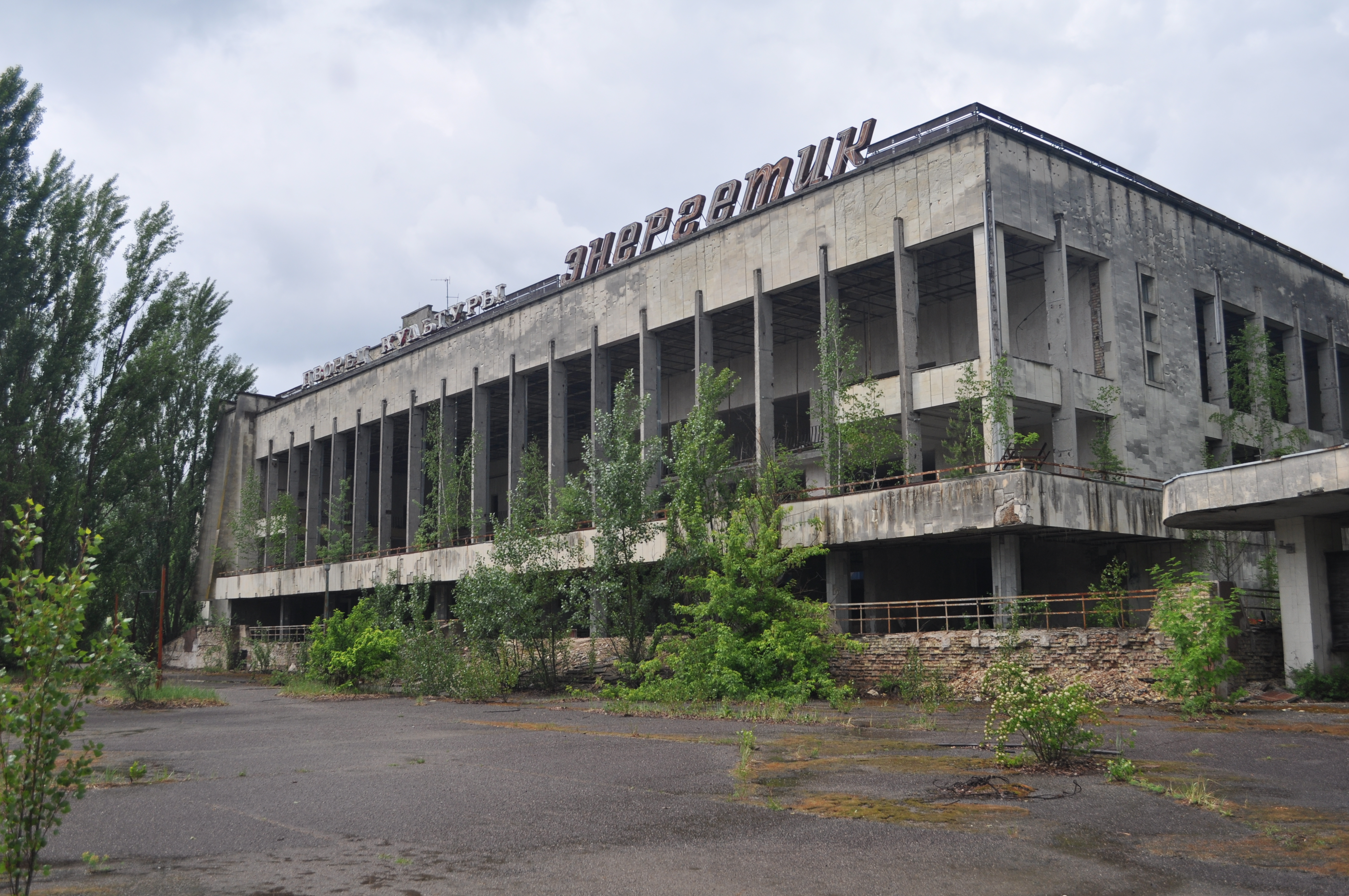
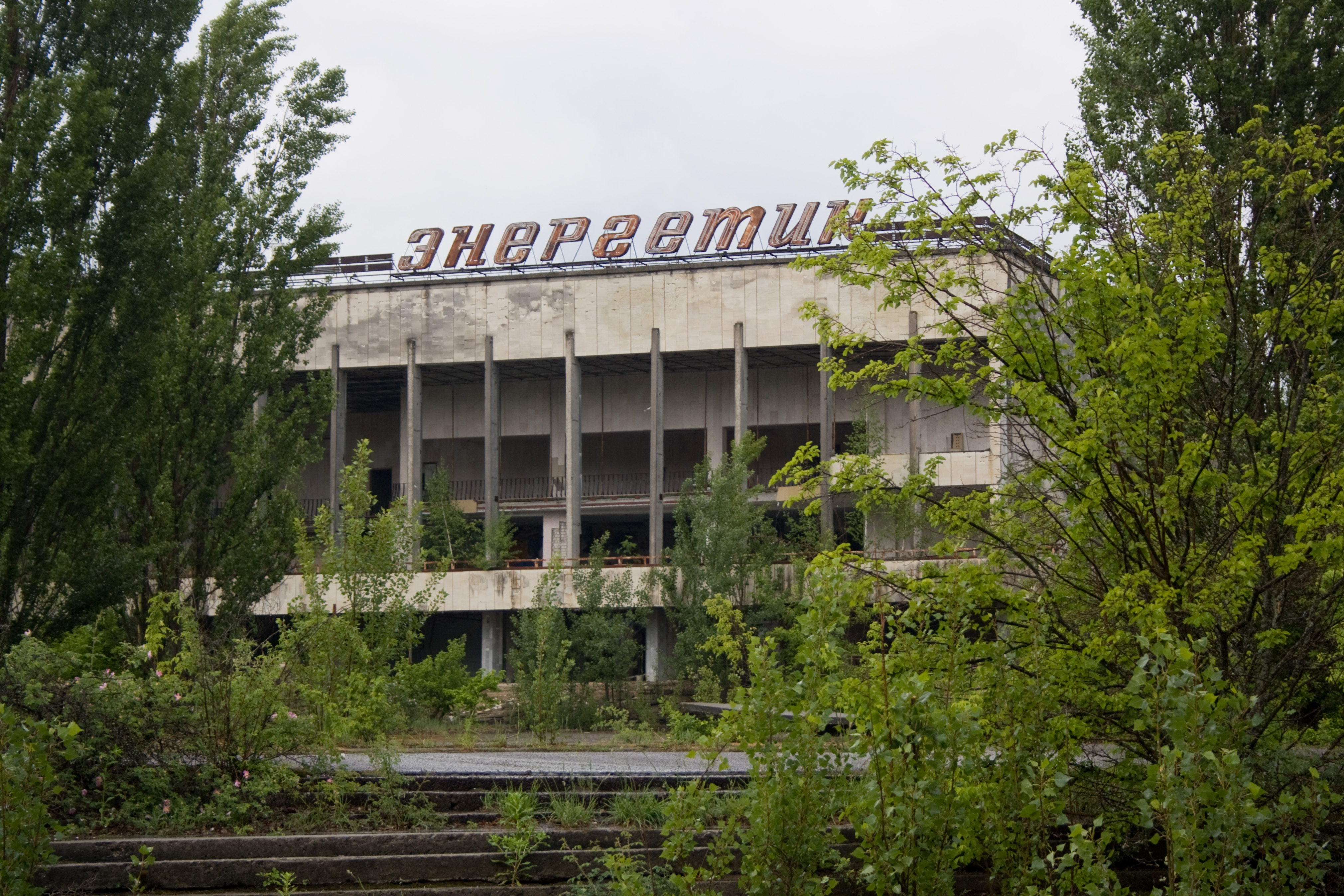
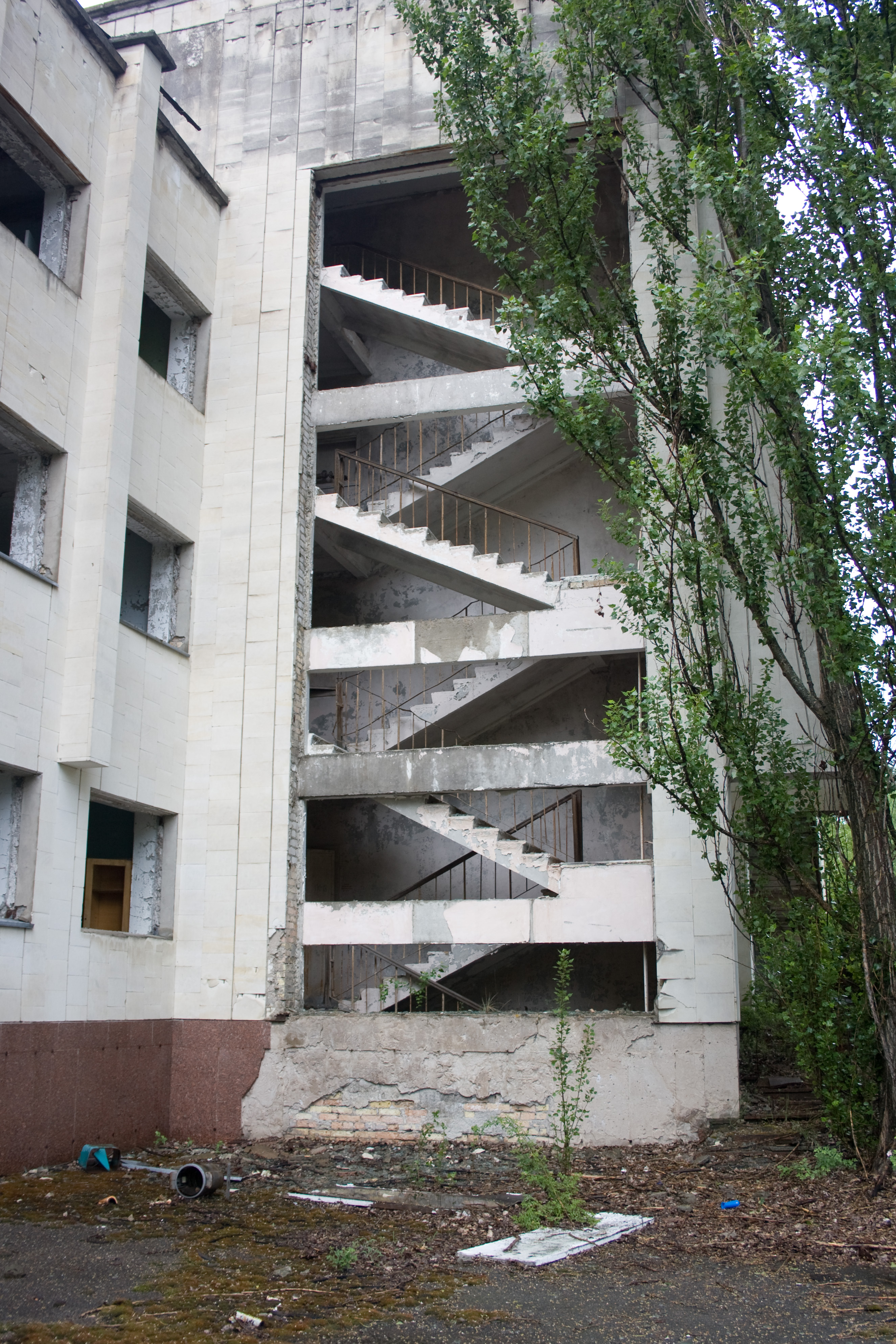
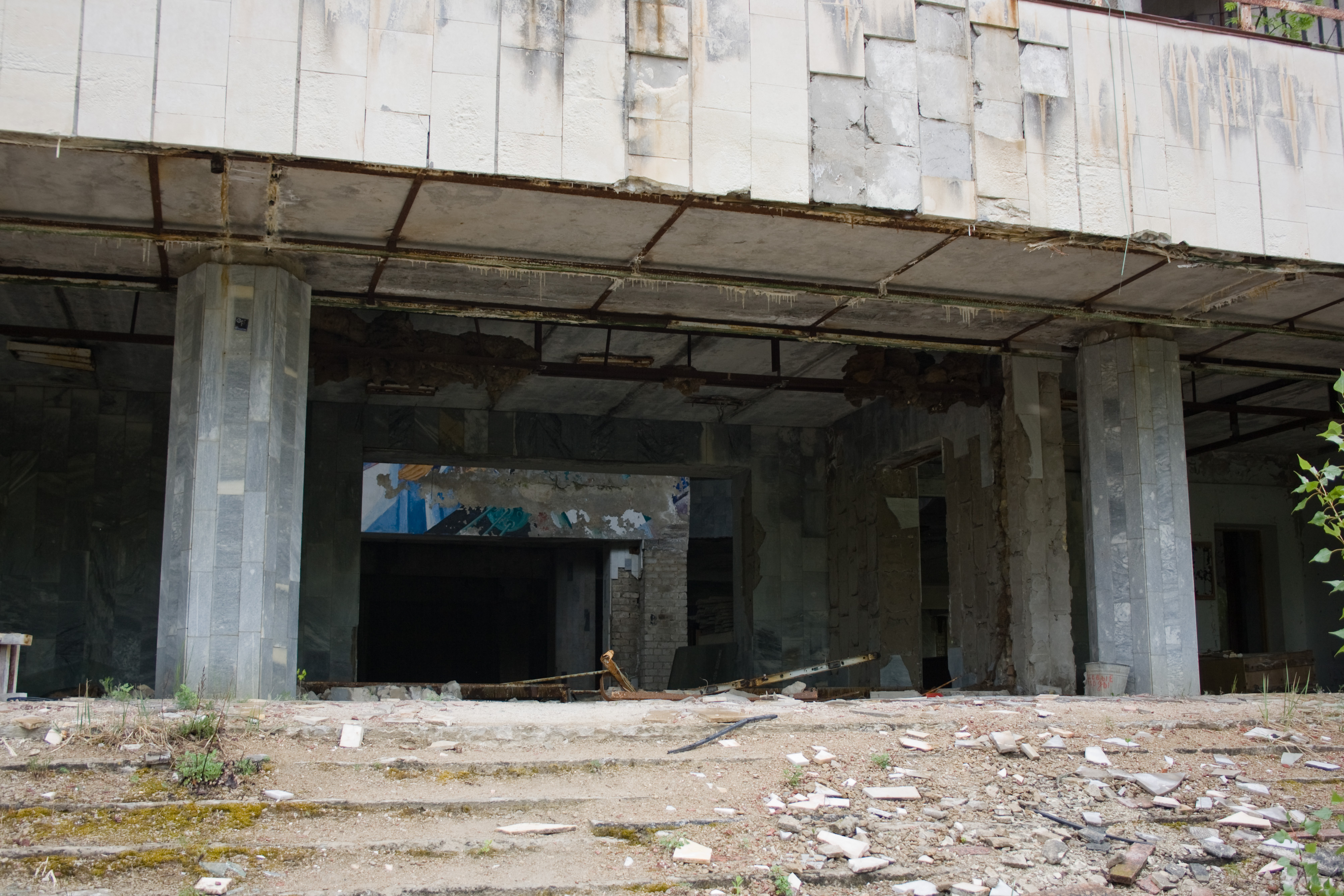
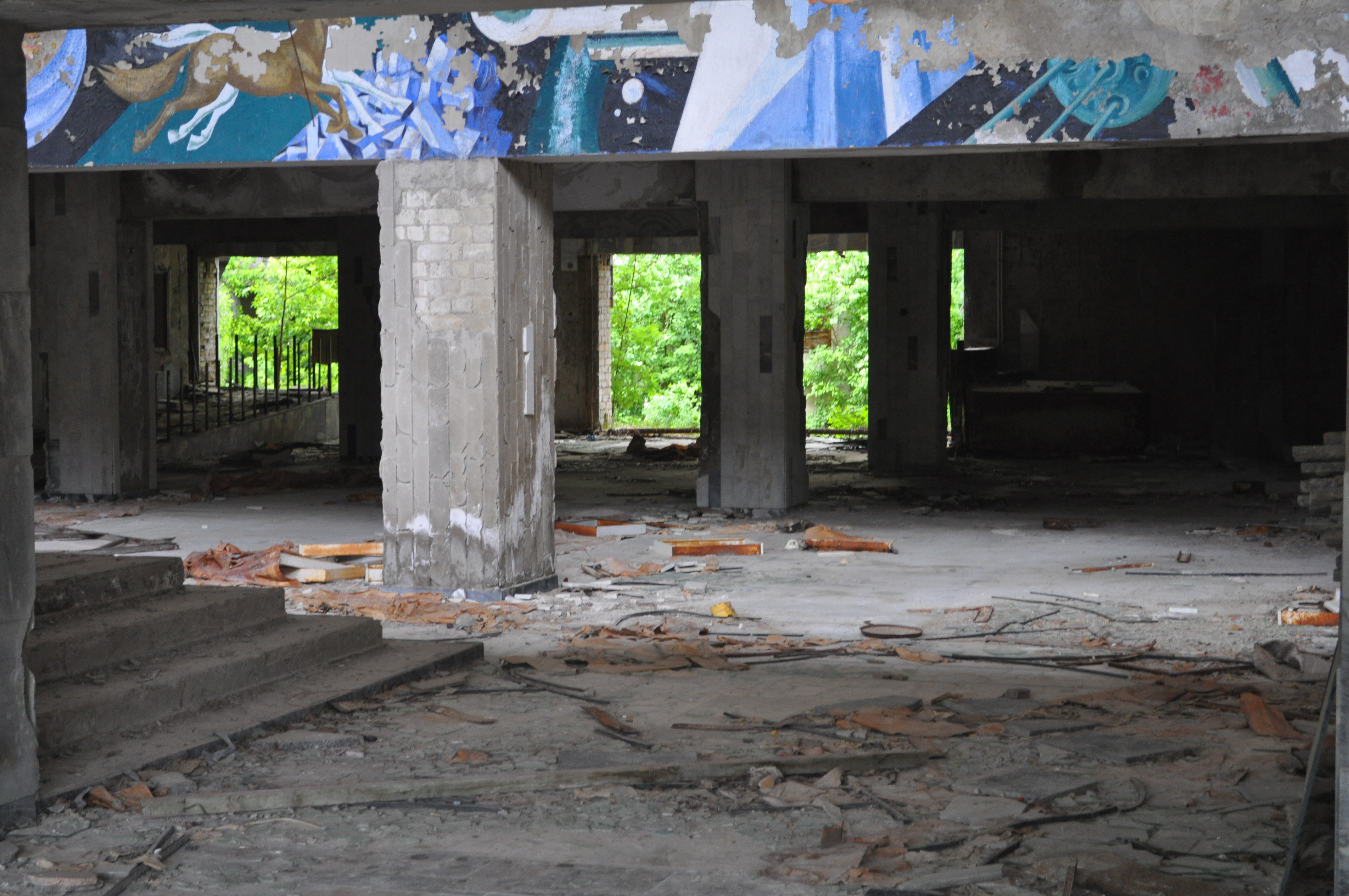
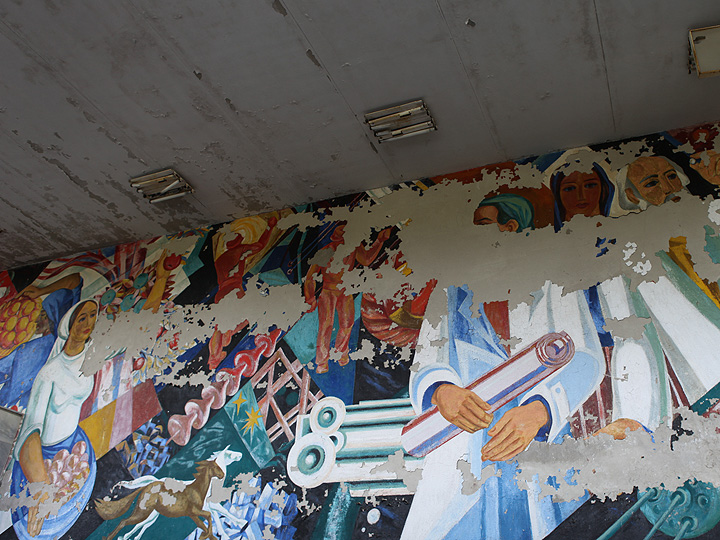
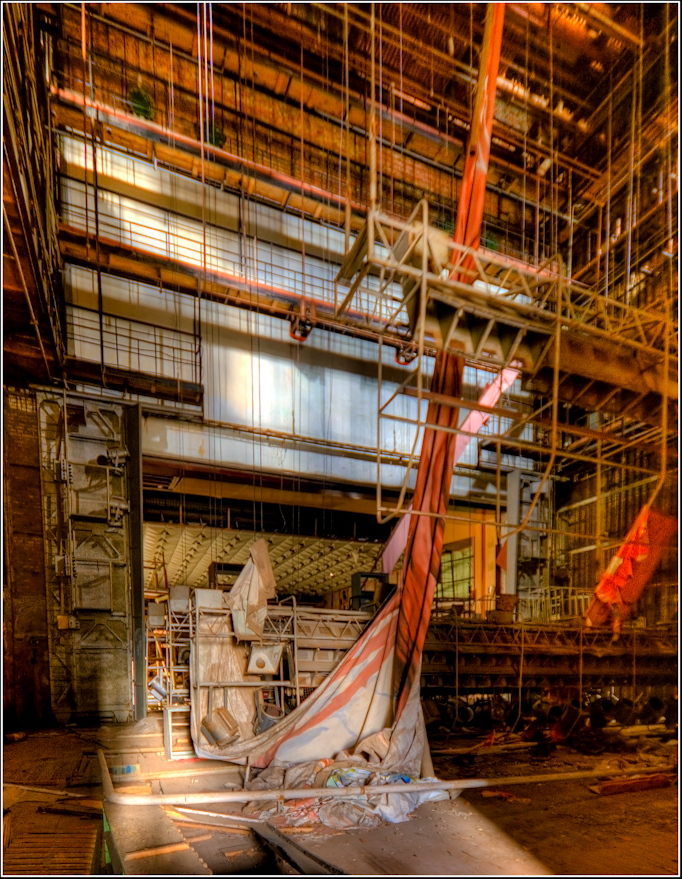
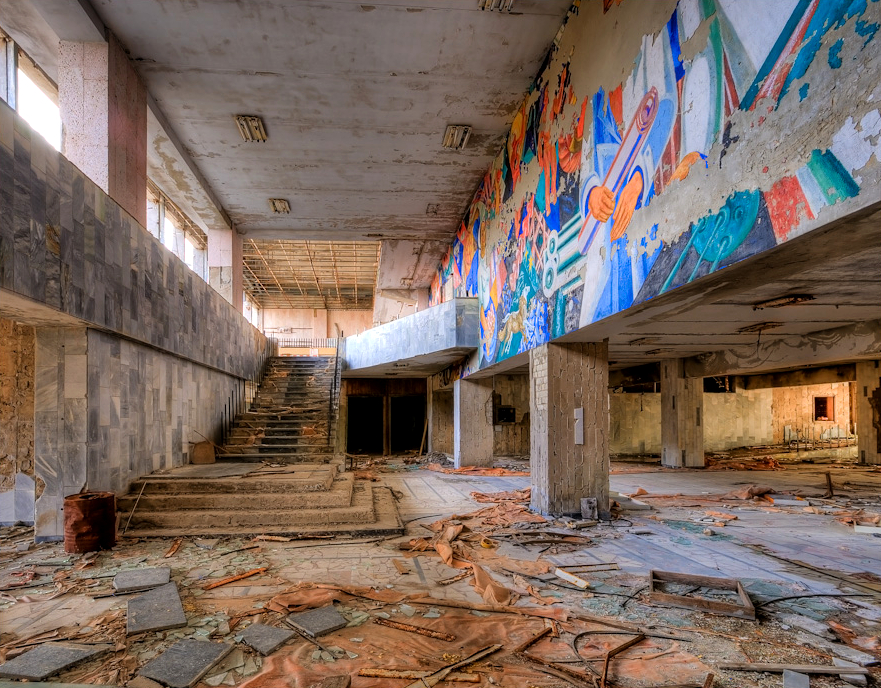
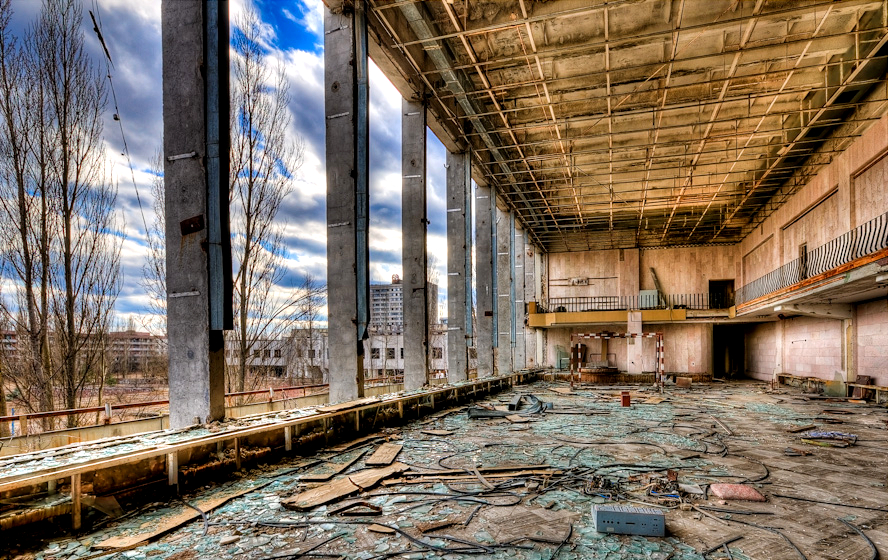